# Let Me Go, Rock 'n' Roll
Pistes de Hotter Than Hell
Hotter Than Hell
(4) All The Way
(6)
Let Me Go, Rock 'n' Roll est une chanson du groupe hard rock américain Kiss qui apparaît sur l'album Hotter Than Hell de 1974, l'album qui suit leur premier album, Kiss. La version "live" de la chanson durait entre 6 et 7 minutes, tandis que la version studio dure 2 minutes 15.

## Composition du groupe
- Gene Simmons – chants, basse
- Paul Stanley – guitare rythmique, chœurs
- Ace Frehley – guitare solo
- Peter Criss – chants, batterie